# ヨタカ
ヨタカ（夜鷹、蚊母鳥、学名：Caprimulgus indicus）は、鳥綱ヨタカ目ヨタカ科ヨタカ属に分類される鳥類。

## 分布
インド、インドネシア、カンボジア、スリランカ、タイ王国、日本、中華人民共和国東部、ネパール、大韓民国、パキスタン、パラオ、バングラデシュ、朝鮮民主主義人民共和国、フィリピン、ブータン、ブルネイ、ミャンマー、ロシア南東部
種小名 indicusは「インドの」の意。夏季に中華人民共和国東部、ロシア南東部、朝鮮半島で繁殖し、冬季になるとインドネシアやフィリピン、インドシナ半島へ南下し越冬する。南アジアやマレー半島では周年生息する。日本では夏季に九州以北に繁殖のため飛来する（夏鳥）。伊豆諸島や南西諸島では渡りの途中に飛来する（旅鳥）。ヨタカ目では本種のみが日本に飛来する。

## 形態

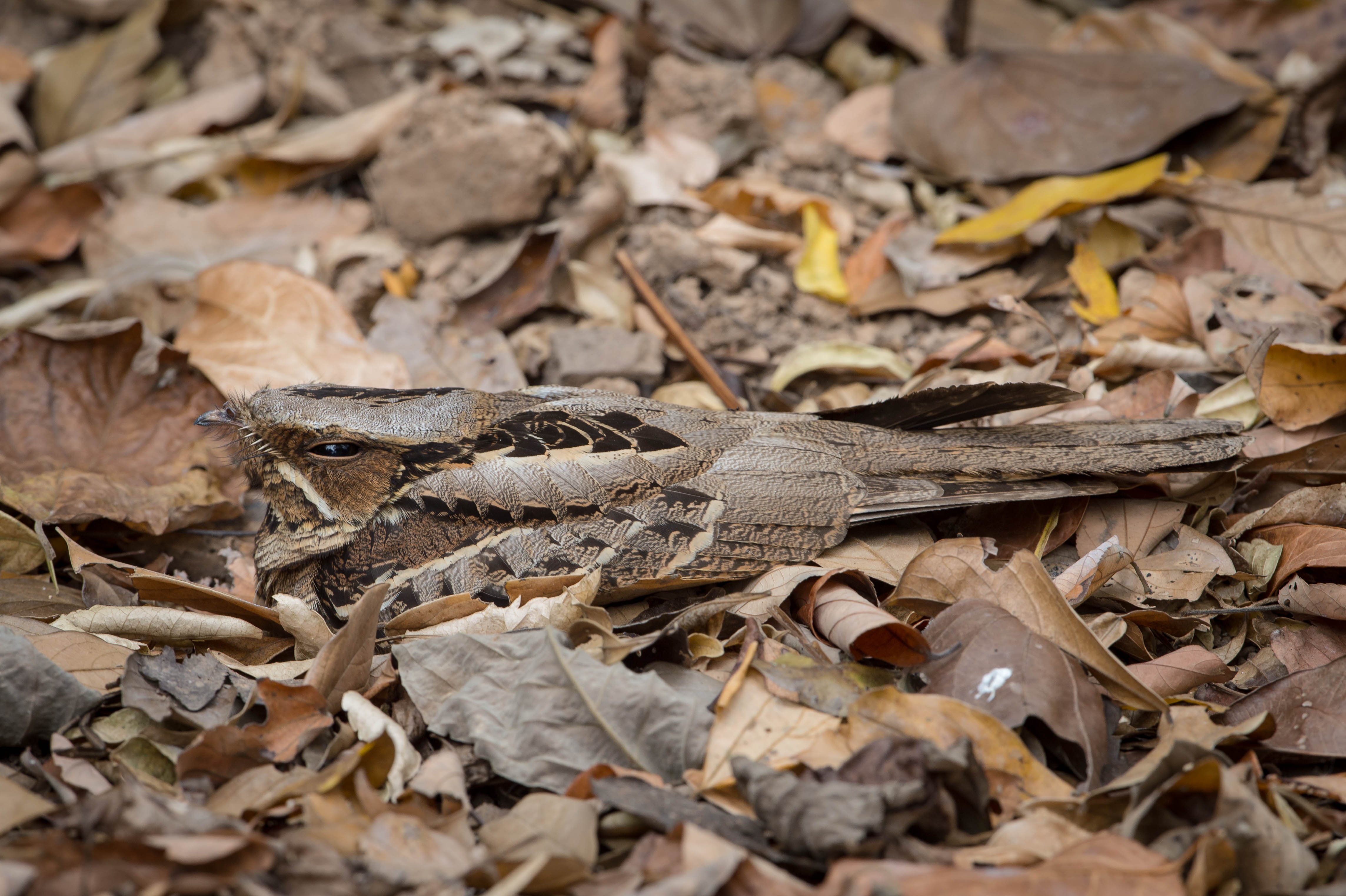
落ち葉の上では保護色となる

全長29センチメートル。全身の羽衣は暗褐色や褐色で、黒褐色や褐色、赤褐色、薄灰色などの複雑な斑紋が入る。この体色は樹上や落ち葉の上では保護色になると考えられている。翼は大型で先端は尖る。
頭部は大型で扁平。虹彩は暗褐色。口は大型だが、嘴は小型で幅広い。
オスの成鳥は頸部側面や初列風切、尾羽に白い斑紋が入る。メスの成鳥は頸部側面や初列風切に淡褐色の斑紋が入り、尾羽に明色の斑紋が入らない。

## 分類
- Caprimulgus indicus indicus Latham, 1790
- Caprimulgus indicus jotaka Temminck & Schlegel, 1844 ヨタカ - など

## 生態
平地から山地にかけての森林や草原などに生息する。渡りのときには日本海の離島でもよく観察され、海岸の岩場に止まっていることもある。夜行性で、昼間は樹上で枝に沿って止まり、木のこぶのように擬態して休む。抱卵中に危険を感じると翼を広げて威嚇する。鳴き声は大きく単調な「キョキョキョキョ、キョキョキョキョ」。鳴き声からキュウリキザミやナマスタタキ、ナマスキザミなどの別名もある。
食性は動物食で、昆虫などを食べる。この生態から、蚊母鳥や蚊吸い鳥といった飛ぶ昆虫に関する別名をもつ。口を大きく開けながら飛翔し、獲物を捕食する。
繁殖形態は卵生。落ち葉の上などに、1回に1-2個の卵を産む。主にメスが抱卵し、抱卵期間は17-19日。
抱卵中や子育て中は敵に見つからないように、あまり動かない。
雛も目立たないようにあまり鳴かず嘴を引っ張って餌をねだる。
夜は雄が抱卵したり子育てする。
伐採跡に巣を作るようだ。
喉の袋に虫を溜めて雛にやる。
雛は黄色だがすぐに親鳥に似て地面のような色になる。
暑い時は口を開け喉の袋を膨らませる。

## 人間との関係
開発による生息地の破壊などにより生息数は減少している。
C. i. jotaka ヨタカ
準絶滅危惧（NT）（環境省レッドリスト）
江戸時代、ヨタカが夜行性であることから、夜間に街頭で商売する私娼や夜間に屋台を引く蕎麦屋などを「夜鷹」と称した。宮沢賢治の童話『よだかの星』では、主人公のヨタカが他の鳥たちから地味で醜い鳥と揶揄されている。
英語圏でもNight hawksに「夜遊びする人」「夜型人間」という意味があり、エドワード・ホッパーの絵画「ナイトホークス」は深夜の店内にいる人々を描いている。